# Maja Riniker
Maja Baumann-Riniker, née le 23 mai 1978 à Aarau (originaire de Villigen, Lenzbourg et Habsburg), est une personnalité politique suisse, membre du Parti libéral-radical (PLR).
Elle est députée du canton d'Argovie au Conseil national depuis décembre 2019, qu'elle préside depuis décembre 2024.

## Biographie
Maja Riniker naît Maja Baumann le 23 mai 1978 à Aarau. Elle est originaire de trois autres communes du canton d'Argovie, Villigen, Lenzbourg et Habsburg. Son père, Ruedi Baumann, est architecte, marié à Marlis Baumann-Meyerstein, avec qui il a encore deux autres enfants,.  
Elle grandit à Lenzburg et effectue un apprentissage d'employée de commerce auprès de l'ancienne Société de banques suisse à Aarau. Après un séjour aux États-Unis, elle travaille plusieurs années dans les banques et le conseil d'entreprise à Zurich. En parallèle de son travail, elle suit une formation en gestion et obtient en 2003 un diplôme d'économiste d'entreprise HES. Elle travaille pour UBS jusqu'en 2009.  
De 2009 à 2015, elle est chef de projet au sein de l'état-major du service psychiatrique cantonal argovien. Elle s'occupe aussi de la comptabilité au sein du cabinet médical de son mari à Aarau. 
Elle est mariée à Florian Riniker, un gastro-entérologue, a trois enfants et habite à Suhr.

## Parcours politique
En 1995, elle participe à la session des jeunes.
Membre de la commission scolaire de Suhr de 2005 à 2013, elle est candidate en 2009 et 2012 au Grand Conseil du canton d'Argovie. Elle accède au parlement cantonal en 2014 grâce au retrait d'un candidat élu de sa liste, Beat Rütschi,,. Réélue en 2016, elle siège du 3 juin 2014 au 26 novembre 2019 au Grand Conseil, où elle préside à partir de 2015 la commission de la sécurité publique. Elle est également présidente des PLR Femmes région Aarau.
Candidate au Conseil national en octobre 2019, elle n'est initialement pas élue, mais décroche finalement un siège grâce à l'élection de Thierry Burkart au Conseil des États. Elle entre en fonction le 2 décembre de la même année. Elle est membre de la Commission de la politique de sécurité (CPS). C'est elle qui y propose de revendre 25 chars de combat à l'Allemagne après que celle-ci a donné une partie des siens à l'Ukraine et qui porte le projet, malgré l'opposition de son chef de groupe Thierry Burkart,,.
Elle est élue le 2 décembre 2024 à la présidence du Conseil national.

## Profil politique
Elle se situe au centre-droit.